# Rúa do Lavradio
La Rúa do Lavradio es una calle de la ciudad de Río de Janeiro, Brasil. Se encuentra ubicada en el barrio de Lapa iniciando en la rúa do Riachuelo y yendo rumbo norte hasta la rúa Visconde do Rio Branco.
Fue abierta en 1771 y mandada alinear en 1777 por el 2° Marqués do Lavradio, Luis de Almeida Silva e Mascarenhas que, entre 1769 y 1779, fue virrey de Brasil. El marqués mandó construir su residencia en esa calle, en la esquina con la rúa da Relação. En ella fueron realizadas muchas fiestas y reuniones sociales com forma de compensar las pocas opciones de esparcimiento en la capital de la colonia. El edificio alberga hoy a la Sociedad Brasileña de Bellas Artes.
La calle cuenta hoy con varios bares y restaurantes y también alberga varias ferias de antigüedades. También se encuentra ahí el periódico Tribuna da Imprensa, cuyo antiguo propietario, el periodista Carlos Lacerda sustentó una campaña política contra el segundo gobierno de Getúlio Vargas.